# (38601) 1999 XK229
1999 XK229 (asteroide 38601) é um asteroide da cintura principal. Possui uma excentricidade de 0.09509290 e uma inclinação de 9.79097º.
Este asteroide foi descoberto no dia 7 de dezembro de 1999 por CSS em Catalina.